# Martin Dolenský
Martin Dolenský (24. března 1970 Praha – 6. dubna 2017 Hořesedly) byl český režisér, herec a scenárista.

## Život
Narodil se v Praze a byl absolventem hrané režie na FAMU.
Zemřel 6. dubna 2017 při těžké autonehodě. K té došlo na silnici z obce Hořesedly směrem na Karlovy Vary.

## Dílo
Na svůj celovečerní debut čekal sedm let. Jeho prvním režijním počinem uvedeným v kinech byla komedie Chyťte doktora, (2007) následoval snímek Můj vysvlečenej deník (2012). Dolenský spolupracoval s Českou televizí (ČT), pro niž natočil seriály Vyprávěj (2009) nebo Nevinné lži. Mimo jiné je autorem dokumentů Ztracený hlas, Paní Olga nebo Dlouhý půst Marty Kubišové.